# Johannes Schmitt
Johannes Schmitt   (Berlín, 18 de febrer de 1943 - Küssnacht, 28 de desembre de 2003) fou un atleta alemany, especialista en els 400 metres, que va competir durant la dècada de 1960.
El 1964 va prendre part en els Jocs Olímpics d'Estiu de Tòquio, on va disputar dues proves del programa d'atletisme. Fou cinquè en els 4×400 metres, mentre en els 400 metres quedà eliminat en sèries.
En el seu palmarès destaca una medalla d'or en els 4x400 metres al Campionat d'Europa d'atletisme de 1962; i el campionat de l'Alemanya Occidental dels 4x100 metres de 1964. Aquest mateix any va formar part de l'equip alemany que va batre el rècord del món dels 4x400 metres en pista coberta.

## Millors marques
- 400 metres. 46.3" (1963)[5]